# Wijsvinger-ringvinger-index

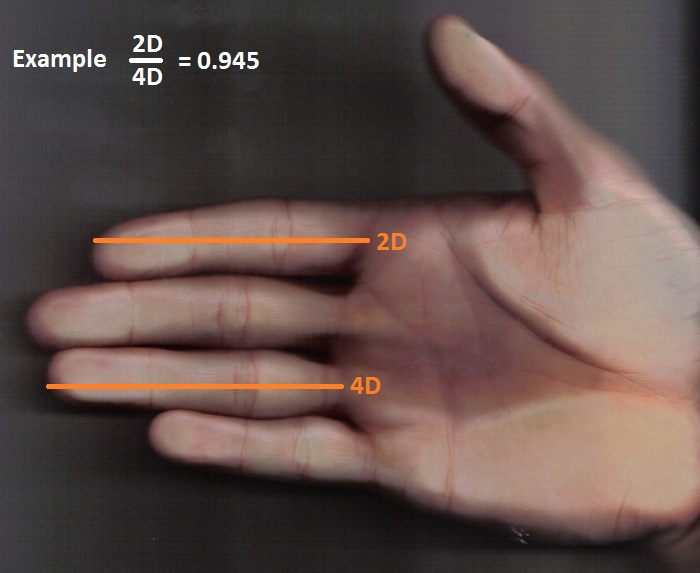
Hand met een kleinere wijsvinger t.o.v. de ringvinger, wat resulteert in een lage 2D:4D-ratio, wat wijst op een grotere blootstelling aan testosteron in de baarmoeder

De wijsvinger-ringvinger-index is de verhouding tussen de wijsvinger (2D) en de ringvinger (4D) en wordt ook wel als 2D:4D weergegeven. Er is geopperd door sommige wetenschappers dat de lengte van de wijsvinger beïnvloed wordt door de hoeveelheid van het hormoon testosteron waar de foetus in de baarmoeder aan wordt blootgesteld. De hoeveelheid testosteron zou ook verschillende persoonlijkheidseigenschappen beïnvloeden.
Hoewel er tussen 1998 en 2019 meer dan 1400 publicaties zijn geweest over de index, is er de nodige kritiek over de plausibiliteit. Het is wel vergeleken met frenology als pseudowetenschap.
De index vormt slechts een benadering voor de hoeveelheid geslachtshormonen waaraan een foetus is blootgesteld. Grofweg wordt gesteld dat personen die een relatief korte wijsvinger hebben en dus een lage wijsvinger-ringvinger-index hebben, in de baarmoeder waarschijnlijk een grotere blootstelling hebben gehad aan testosteron.
De index geldt niet alleen voor mensen, maar lijkt ook bij andere primaten een indicatie voor prenatale hormoonblootstelling.
De wijsvinger-ringvinger-index is onder meer gekoppeld aan de mate van seksuele activiteit en de hoeveelheid partners die een persoon heeft.

## Kritiek
De verhoudingen verschillen maar weinig en overlappen elkaar bij verschillende populaties voor een groot deel. Gezien de risico's voor het ongeboren kind die gepaard gaan met hormoonbepaling tijdens de zwangerschap, wordt de index wel gebruikt als surrogaat om de hormonale balans af te leiden, maar door gebrek aan direct onderzoek is het onduidelijk of de variatie in de hormonale balans inderdaad een correlatie heeft met de variatie in de wijsvinger-ringvinger-index. De onderbouwing volgt dan ook vooral uit indirect bewijs waarbij de hormonale balans bij zwangere dieren werd beïnvloed. Hier zijn echter onderzoeken met conflicterende resultaten.
Daarnaast wordt de statistische significantie betwijfeld en is het verschil in verhoudingen mogelijk eerder anatomisch te verklaren doordat niet iedere vinger evenveel mee kan groeien bij grotere handen.
Problematisch is daarnaast dat veel studies niet reproduceerbaar bleken te zijn en de index wordt dan ook wel gezien als onderdeel van de replicatiecrisis.